# Buenavista (Boyacá)
Buenavista – miasto w Kolumbii, w departamencie Boyacá.